# Partido Socialista Obrero Español de Andalucía
El Partido Socialista Obrero Español de Andalucía (PSOE-A)  es la federación en la comunidad autónoma de Andalucía del Partido Socialista Obrero Español, anteriormente conocida como Federación Socialista Andaluza (FSA).
Fundado en 1977, el PSOE de Andalucía gobernó la comunidad autónoma desde 1978 de forma ininterrumpida hasta enero de 2019, siendo sustituido por un gobierno bipartito del Partido Popular Andaluz y Ciudadanos, que contó con el apoyo de Vox, alcanzando así la mayoría absoluta necesaria para la conformación de gobierno. Ha ganado todas las elecciones autonómicas desde la constitución de la autonomía andaluza excepto las elecciones de marzo de 2012 y 2022, en las que se situó como segunda fuerza política tras el Partido Popular Andaluz, pudiendo sin embargo formar gobierno gracias a un pacto con Izquierda Unida Los Verdes-Convocatoria por Andalucíaen 2012. Su organización juvenil autónoma son las Juventudes Socialistas de Andalucía (JSA). En el ámbito catalán está federado con el Partido de los Socialistas de Cataluña.

## Historia

### Fundación
El PSOE de Andalucía nace en diciembre de 1977. En el Congreso de Torremolinos se crea la Federación Socialista Andaluza (FSA)-PSOE y se constituye un Comité Coordinador Regional. Durante 1978 se integran paulatinamente en dicha federación el Partido Socialista Popular de Andalucía y el Movimiento Socialista de Andalucía.
Es en el II Congreso de la FSA-PSOE, celebrado en  Sevilla en diciembre de 1979, cuando la federación andaluza pasa a denominarse, por primera vez, Partido Socialista Obrero Español de Andalucía.
Algunos historiadores destacan como uno de los pilares básicos del socialismo andaluz, el movimiento surgido en el municipio gaditano de Alcalá de los Gazules para intentar fundar la Unión de Trabajadores del Campo, que reflejaba perfectamente la simbiosis entre la ideología anarquista y la organización de lo que serán las futuras agrupaciones socialistas. Otros historiadores, en cambio, consideran que las primeras agrupaciones socialistas fueron las de Málaga y Linares, que llegaron a formar parte del I Congreso del PSOE del año 1888, celebrado el 23 de agosto. La fundación de la Agrupación de Linares tuvo lugar en 1887 y contó con la presencia del propio Pablo Iglesias.

### Primeras representaciones institucionales
En 1899 se consigue la primera representación institucional de las agrupaciones socialistas, cuando el PSOE consigue un acta de concejal en las elecciones municipales de Córdoba, cuya agrupación se había fundado seis años antes. El año 1892 marca otro hito en la historia del socialismo en Andalucía, cuando se celebra el III Congreso de la UGT en la ciudad de Málaga.
En los primeros años del siglo XX continúa poco a poco la implantación del socialismo en Andalucía, que se consolida en el segundo decenio. En Andalucía, la representación principal se concentra en Córdoba y Jaén, dos provincias que en 1919 consiguieron la mitad de los 55.000 votos socialistas emitidos en las elecciones de ese año. En 1920 Jaén elige el primer alcalde socialista de Andalucía. Ese mismo año existen ya 60 concejales socialistas en 200 ayuntamientos andaluces. Once años después, en los comicios municipales de 1931, el número de ediles socialistas es de 600. En las elecciones generales de 1932, el PSOE obtuvo el acta de 40 diputados con representación en las ocho provincias andaluzas.

### Guerra Civil y exilio
Con el golpe de Estado de julio de 1936, el PSOE queda reducido en Andalucía a la zona republicana de las provincias de Almería, Jaén, Málaga y Granada. Con la llegada del franquismo en 1939 el socialismo es declarado ilegal. No obstante, desarrolla una significativa acción opositora, participando en las huelgas de los años 50 y 60 y enfrentándose a la dictadura en condiciones muy duras.
Son, precisamente, jóvenes integrantes de lo que ya empieza a ser conocido como la Federación Andaluza del PSOE los que inician la regeneración del partido. En octubre de 1974 se celebra en Suresnes (Francia) el XIII Congreso en el exilio del PSOE, del que sale elegida una nueva dirección encabezada por los andaluces Felipe González, como secretario general; Alfonso Guerra, secretario de Organización, y Manuel Chaves, Luis Yáñez y Guillermo Galeote Jiménez, como vocales.

### El PSOE-A desde la Transición
En 1977, el PSOE es legalizado y en las elecciones de ese mismo año vuelve a convertirse, tras el paréntesis de la dictadura, en el partido más representativo en Andalucía; obtiene 27 diputados, 23 senadores y más de un millón de votos. Fue el partido más votado en cinco provincias andaluzas, con una representatividad cercana al 40 por ciento del electorado andaluz. En estas elecciones generales, los socialistas andaluces no conocían otras siglas más que las del propio PSOE, sin adjetivación alguna. Es a partir de finales de año cuando la Federación Socialista Andaluza comienza a ser una realidad palpable que dos años después, en diciembre de 1979, da paso al PSOE de Andalucía.
Desde entonces, el PSOE de Andalucía ha celebrado un total de 11 congresos y ha tenido cinco secretarios generales. El primero de ellos, José Rodríguez de la Borbolla, al que han seguido en el cargo Carlos Sanjuán, Manuel Chaves, José Antonio Griñan y Susana Díaz, que ostenta la Secretaría General desde noviembre de 2013.
Rafael Escuredo fue elegido primer presidente de la Junta el 2 de junio de 1979. Desde entonces ha sido la primera fuerza política andaluza y en sus manos han estado las riendas para que se dieran los primeros pasos de la autonomía andaluza y para que, con el apoyo y esfuerzo de la organización, se aprobara el Estatuto de Autonomía. Escuredo es sustituido por José Rodríguez de la Borbolla en 1984. Dos años más tarde, los socialistas vuelvem a ganar en las nuevas elecciones autonómicas. Triunfo que se repite, una vez más, en las de 1990, donde es elegido presidente de la Junta Manuel Chaves, que se mantiene hasta 2009, tras haber revalidado el triunfo socialista en las siguientes elecciones autonómicas. Le sucede José Antonio Griñán, hasta 2013 donde dimite de la presidencia y en su lugar es elegida Susana Díaz.
Así pues los socialistas son la fuerza de la mayoría en Andalucía desde las primeras elecciones autonómicas y han gobernado en la comunidad autónoma desde entonces. Durante veinte años con mayoría absoluta en el Parlamento de Andalucía (de 1982 a 1994 y de 2004 a 2012), y diez años en minoría (de 1994 a 1996 y de 2015 a 2018), en coalición con el Partido Andalucista (de 1996 a 2004) y en coalición con Izquierda Unida (de 2012 a 2015).
El PSOE de Andalucía se ha visto involucrado en diversos casos de corrupción, como el Caso ERE o el Caso Cursos de Formación. El Tribunal Constitucional anuló en 2024 las condenas de los expresidentes socialistas de la Junta de Andalucía Manuel Chaves y José Antonio Griñán. 

## Ejecutiva autonómica
La ejecutiva autonómica a 23 de febrero de 2025, tras el Congreso de Granada, es:
- PRESIDENCIA DE HONOR: Rafael Escuredo
- PRESIDENTA: Fuensanta Coves
- SECRETARIA GENERAL: María Jesús Montero
- VICESECRETARIA GENERAL: María Márquez Romero
- SECRETARIO DE ORGANIZACIÓN: Francisco Rodríguez García

- SECRETARIA DE IGUALDAD: Olga Manzano Pérez

- SECRETARÍA COORDINADORA DEL ÁREA DE COMUNICACIÓN POLÍTICA Y FORMACIÓN: Femando López Gil
- Secretaría de Dinamización y Medios Sociales: José Antonio Rodríguez Salas
- Secretaría de Nuevas Formas de Comunicación y Redes Sociales: Cristina Saucedo Baró
- SECRETARÍA COORDINADORA DEL ÁREA DE POLÍTICA INSTITUCIONAL: Daniel Pérez Morales
- Secretaría de Formación: Luis Jacobo Calvo Ramos
- Secretaría de Política Europea e Internacional y Cooperación: Lina Gálvez Muñoz
- Secretaría de Política Migratoria y Andaluces Exterior: María Isabel Ambrosio Palos
- Secretaría de Coordinación Interparlamentaria: Irene García Macias
- Secretaría de Relaciones Institucionales: Juan Antonio Lorenzo
- PORTAVOZ Y COORDINACIÓN DE CULTURA Y NUEVOS DERECHOS DE CIUDADANÍA: Francisco Cuenca Rodríguez
- SECRETARÍA DE POLÍTICA MUNICIPAL: Esteban Morales Sánchez
- SECRETARÍA COORDINADORA DEL ÁREA DE ACCIÓN ELECTORAL: Demetrio Pérez Carretero
- Secretaría de Datos, Análisis y Prospectiva: Antonio Hernández Espinal
- Secretaría de Campañas y Actos Públicos: Raquel Vega Coca
- Secretaría de Programas: Mateo Javier Hernández Tristán
- SECRETARÍA ADJUNTO A LA SECRETARÍA DE ORGANIZACIÓN: Alejandro Moyano Molina
- SECRETARÍA COORDINADORA DEL ÁREA DE TRANSICIÓN ECOLÓGICA JUSTA Y CAMBIO CLIMÁTICO: Rodrigo Sánchez Haro
- Secretaría de Acción Climática y Transición Energética: Ignacio Henares Civantos
- Secretaría de Ordenación del Territorio y Urbanismo Sostenible: Agustín Cañete Carmona
- Secretaría de Vivienda: Gabriel Cruz Santana
- Secretaría de Sostenibilidad, Medio Ambiente y Patrimonio Natural: Macarena Robles Quintana
- Secretaría de Políticas del Agua: Esperanza Pérez Felices
- Secretaría de Economía Circular: Antonio Conde Sánchez
- Secretaría de Movilidad Sostenible y Transportes: Ana Isabel Jiménez Contreras   SECRETARÍA COORDINADORA DEL ÁREA DE TRANSFORMACIÓN ECONÓMICA: Alicia Murillo López
- Secretaría de Economía y Hacienda: Juan Bravo Sosa
- Secretaría de Empleo: Carmen Castilla Álvarez
- Secretaría de Relaciones Sindicales: Alfonso Moscoso González
- Secretaría de Agricultura y Ganadería y Políticas del Mar: Victoria Fernández Domínguez
- Secretaría de Economía Social, Autónomos y Comercio: María Iglesias Domínguez
- Secretaría de Reindustralización: Javier Perales Linares
- Secretaría de Emprendimiento e Innovación Social: Noel López Linares
- Secretaría de Turismo: Javier Fernández Hernández
- SECRETARÍA COORDINADORA DEL ÁREA DE IMPULSO DIGITAL: Pablo Valderas Pérez
- Desarrollo Rural y Reto Demográfico: Rodrigo Rodríguez Hans
- Secretaría de Transformación Digital: Pilar Lara Costes
- Secretaría de Nueva Economía: Alejandro José Zubeldia Santoyo
- SECRETARÍA COORDINADORA DEL ÁREA DE UNIVERSIDADES, CIENCIA E INNOVACIÓN: Raquel Casado García
- Secretaría de Universidades: Jorge Ibáñez Fresneda
- Secretaría de Ciencia: M. Isabel Moreno Fernández
- SECRETARÍA COORDINADORA DEL ÁREA DE POLÍTICAS DEL ESTADO DEL BIENESTAR: María Manzaneda Piña
- Secretaría de Políticas de Estado de Bienestar: José Luis Ruiz Espejo
- Secretaría de Mayores y Envejecimiento Activo: Micaela Navarro Garzón
- Secretaría de Servicios Sociales y Diversidad Funcional: Mª Dolores Amo Camino
- Secretaría de Salud y Consumo: Mª Ángeles Prieto Rodríguez
- Secretaría de Lucha Contra la Pobreza y Barrios desfavorecidos: Rafael Zafra Espinosa de Los Monteros
- Secretaría de Movimiento LGTBI: Pablo Orellana Smith
- Secretaría de Movimientos Sociales (Tercer Sector): Rosario Andújar Torrejón
- Secretaría de Infancia: Bella Canales Gómez
- Secretaría de Educación: Patricia Alba Luque
- Secretaría de Nuevos Derechos: Antonio Fernández Liria
- Secretaría de Deporte y Ocio: Carlos Alblaca Martínez
- SECRETARÍA COORDINADORA DEL DESARROLLO DEL ESTATUTO DE AUTONOMÍA, CALIDAD DEMOCRÁTICA Y AGENDA 2030: José Antonio Montilla Martos
- Secretaría de Memoria Democrática: Juanfran Colomina Sánchez
- Secretaría de Desarrollo Estatutario: Mario Jiménez Díaz
- Secretaría de Calidad Democrática: Carolina Rodríguez López
- Secretaria de Agenda 2030: Esther Ruiz Córdoba
- SECRETARÍA COORDINADORA DEL ÁREA MUNICIPIOS DEL LITORAL: Rafael Márquez Berral
- Secretaría adjunta a Municipios del Litoral: Maribel Tocón Barroso

## Líderes del PSOE-A
|    | Secretario general            | Periodo         |
| -- | ----------------------------- | --------------- |
| 1. | José Rodríguez de la Borbolla | 1977-1988       |
| 2. | Carlos Sanjuán                | 1988-1994       |
| 3  | Manuel Chaves                 | 1994-2010       |
| 4. | José Antonio Griñán           | 2010-2013       |
| 5  | Susana Díaz                   | 2013-2021       |
| 6. | Juan Espadas                  | 2021-2025       |
| 7. | María Jesús Montero           | 2025-actualidad |

## Resultados electorales

### Parlamento de Andalucía
| Parlamento de Andalucía |         |    |          |           |        |                                   |                               |
| Elecciones              | Escaños | ±  | Posición | Votos     | %      | Gobierno                          | Líder                         |
| 1978                    | 16/31   | 16 | 1º       | -         | -      | Gobierno mayoritario              | Plácido Fernández Viagas      |
| 1979                    | 42/91   | 26 | 1º       | -         | -      | Gobierno de coalición con PCE     | Rafael Escuredo               |
| 1982                    | 66/109  | 24 | 1º       | 1.498.619 | 52,6%  | Gobierno mayoritario              | Rafael Escuredo               |
| 1986                    | 60/109  | 6  | 1º       | 1.576.513 | 47,0%  | Gobierno mayoritario              | José Rodríguez de la Borbolla |
| 1990                    | 62/109  | 2  | 1º       | 1.368.576 | 49,6%  | Gobierno mayoritario              | Manuel Chaves                 |
| 1994                    | 45/109  | 17 | 1º       | 1.395.131 | 38,7%  | Gobierno de coalición con IULV-CA | Manuel Chaves                 |
| 1996                    | 52/109  | 7  | 1º       | 1.909.160 | 44,1%  | Gobierno de coalición con PA      | Manuel Chaves                 |
| 2000                    | 52/109  |    | 1º       | 1.790.653 | 44,3%  | Gobierno de coalición con PA      | Manuel Chaves                 |
| 2004                    | 61/109  | 9  | 1º       | 2.260.545 | 50,4%  | Gobierno mayoritario              | Manuel Chaves                 |
| 2008                    | 56/109  | 5  | 1º       | 2.178.296 | 48,4%  | Gobierno mayoritario              | Manuel Chaves                 |
| 2012                    | 47/109  | 9  | 2º       | 1.527.923 | 39,6%  | Gobierno de coalición con IULV-CA | José Antonio Griñán           |
| 2015                    | 47/109  |    | 1º       | 1.409.042 | 35,4%  | Gobierno en minoría               | Susana Díaz                   |
| 2018                    | 33/109  | 14 | 1º       | 1.009.243 | 28,5%  | Oposición                         | Susana Díaz                   |
| 2022                    | 30/109  | 3  | 2º       | 883.707   | 24,09% | Oposición                         | Juan Espadas                  |

### Elecciones generales
| Congreso de los Diputados |         |    |          |           |        |
| Elecciones                | Escaños | ±  | Posición | Votos     | %      |
| 1977                      | 27/59   |    | 1º       | 1,059,037 | 36.16% |
| 1979                      | 23/59   | 4  | 2º* (1º) | 986,842   | 33.53% |
| 1982                      | 43/59   | 20 | 1º       | 2,064,865 | 60.45% |
| 1986                      | 42/60   | 1  | 1º       | 1,923,891 | 57.07% |
| 1989                      | 42/61   |    | 1º       | 1,793,717 | 52.55% |
| 1993                      | 37/61   | 5  | 1º       | 2,063,899 | 51.45% |
| 1996                      | 32/62   | 4  | 1º       | 2,017,857 | 46.66% |
| 2000                      | 30/62   | 2  | 1º       | 1,771,968 | 43.86% |
| 2004                      | 38/61   | 8  | 1º       | 2,377,455 | 52.86% |
| 2008                      | 36/61   | 2  | 1º       | 2,342,277 | 51,93% |
| 2011                      | 25/60   | 11 | 2º       | 1,594,893 | 36.6%  |
| 2015                      | 22/61   | 3  | 1º       | 1,402,393 | 31.5%  |
| 2016                      | 20/61   | 2  | 2º       | 1,326,838 | 31.2%  |
| 2019 (1)                  | 24/61   | 4  | 1º       | 1,568,682 | 34.22% |
| 2019 (2)                  | 25/61   | 1  | 1º       | 1,425,126 | 33.36% |
| 2023                      | 21/61   | 4  | 2°       | 1,459,264 | 33.48% |